# 18 Pułk Pograniczny NKWD
18 Pułk Pograniczny NKWD – jeden z pułków pogranicznych w składzie 64 Zbiorczej Dywizji Wojsk Wewnętrznych NKWD.
W drugiej połowie stycznia 1945 pułk rozpoczął pacyfikację Łodzi, wspomagając oddziały radzieckiej 8 Armii, która wcześniej zajęła miasto.

## Skład 20 października 1944
- sztab pułku - Świdry k. Łukowa
- 1 batalion strzelecki - Siedlce
- 2 batalion strzelecki - Świdry k. Łukowa
- 3 batalion strzelecki - Świdry k. Łukowa

## Dowódcy
- ppłk Siemienow - sierpień 1945
- mjr Kogaczewski (p.o.) - styczeń 1946